# Andrea del Verrocchio
Andrea del Verrochio (1435-1488) là họa sĩ người Ý. Ông là một nghệ nhân hàng đầu trong nghề kim hoàn và điêu khắc ở Florence giữa thế kỷ XVI. Ông chính là người nhận ra tài năng đặc biệt của Leonardo da Vinci.